# Flugunfall der Douglas DC-3 HB-IRK der Swissair
Die Swissair-Maschine mit dem Luftfahrzeugkennzeichen HB-IRK war eine Douglas DC-3, die am 18. Juni 1957 bei einem Trainingsflug in den Bodensee abstürzte. Alle Personen an Bord kamen hierbei ums Leben.

## Ablauf
Die 1944 gebaute DC-3 startete um 08:57 Uhr vom Flughafen Zürich zu einem Trainingsflug. Zweck des Fluges war die Ausbildung von Pilotenanwärtern (VFR-Flugübungen mit Abschalten eines Triebwerks und Verstellen des Propellers in die Segelstellung im Reiseflug) sowie die Durchführung einiger Tests der Swissair-Planungsabteilung für eine Revision der DC-3-Leistungstabelle.
Augenzeugen sahen das Flugzeug in verschiedenen Richtungen in 1000 bis 3000 Meter Höhe im Bodenseeraum fliegen. Um 10:20 Uhr wurde das Flugzeug zwischen Romanshorn und Arbon im Horizontalflug gesehen, als es plötzlich ins Trudeln geriet. Es schlug in einem sehr steilen Sturzflug auf dem Wasser auf.

## Suche des Wracks
Zur Suche des Wracks wurde zwischen zwei in gewisser Entfernung nebeneinander fahrenden Schiffen eine Leine gespannt und dosiert nachgelassen, damit diese am Grund schleift, während sie quer  zur Leinensekante dahingezogen wird. Eine solche Leine verfing sich beispielsweise auch am 1933 versenkten Seitenraddampfer Säntis und mussten zu dessen geplanter Bergung entfernt werden.
Am 18. Dezember 2024 erklärte der Liquidator der ehemaligen Swissair, dass weder die Swissair AG noch die SAirGroup AG Ansprüche auf die Überreste des Flugzeugs erheben würden und der Schiffsbergeverein Romanshorn frei über die Überreste der Swissair DC-3, Kennzeichen HB-IRK, verfügen kann.
Der Verein unter Leitung von Silvan Paganini plant, den linken Motor (Typ Pratt & Whitney R-1830) zu bergen, um ein Denkmal für die Verstorbenen zu errichten und zugleich zur weiteren Klärung der Unfallursache beizutragen – bevor die invasive Quagga-Muschel die Wrackteile dauerhaft unzugänglich macht.
Am 11. Januar 2025 wurden in einer Tiefe von 210 Metern unter der Wasseroberfläche Wrackteile und in unmittelbarer Umgebung Leichenteile gefunden, die mit dem Flugzeugabsturz in Verbindung stehen könnten.